# Europees kampioenschap voetbal 2020 (Groep E) Spanje - Zweden
Dit artikel gaat over de wedstrijd in de groepsfase in Groep E tussen Spanje en Zweden die gespeeld werd op maandag 14 juni 2021 in het Estadio de La Cartuja te Sevilla tijdens het Europees kampioenschap voetbal 2020. Het duel was de tiende wedstrijd van het toernooi.

## Voorafgaand aan de wedstrijd
- Spanje stond voorafgaand aan dit toernooi op de zesde plaats van de FIFA-wereldranglijst.[1] Vier Europese landen en EK-deelnemers stonden boven Spanje op die lijst. Zweden stond op de achttiende plaats van de FIFA-wereldranglijst.[2] Twaalf Europese landen en EK-deelnemers stonden boven Zweden op die lijst.
- Voorafgaand aan deze wedstrijd troffen Spanje en Zweden elkaar al vijftien keer. Spanje won zeven van deze wedstrijden, Zweden zegevierde driemaal en vijf keer eindigde de wedstrijd onbeslist. Drie keer eerder vond deze ontmoeting plaats op een groot eindtoernooi, op het WK 1950 (3–1 zege Zweden), WK 1978 (1–0 zege Spanje) en het EK 2008 (1–2 zege Spanje).
- Voor Spanje was dit haar elfde deelname aan het Europees kampioenschap en de zevende op rij sinds het EK 1996. Zweden nam voor de zevende keer deel aan het Europees kampioenschap en daarmee voor de zesde keer op rij sinds het EK 2000.

## Wedstrijdgegevens[3]
| Datum                  | 14 juni 2021                                                                            | 14 juni 2021                                                                            |
| Wedstrijdnummer        | 10                                                                                      | 10                                                                                      |
| Stadion                | Estadio Ramón Sánchez Pizjuán, Sevilla                                                  | Estadio Ramón Sánchez Pizjuán, Sevilla                                                  |
| Toeschouwers           | 10.559                                                                                  | 10.559                                                                                  |
| Scheidsrechter         | Slavko Vinčić                                                                           | Slavko Vinčić                                                                           |
| Assistenten            | Tomaž Klančnik Andraž Kovačič                                                           | Tomaž Klančnik Andraž Kovačič                                                           |
| Vierde official        | Davide Massa                                                                            | Davide Massa                                                                            |
| Videoscheidsrechters   | Bastian Dankert Chris Kavanagh (assistent) Lee Betts (assistent) Kevin Blom (assistent) | Bastian Dankert Chris Kavanagh (assistent) Lee Betts (assistent) Kevin Blom (assistent) |
| Man van de wedstrijd   | Victor Lindelöf                                                                         | Victor Lindelöf                                                                         |
|                        | Spanje                                                                                  | Zweden                                                                                  |
| Doelpunten             | 0                                                                                       | 0                                                                                       |
| Gele kaarten           | 0                                                                                       | 1                                                                                       |
| Rode kaarten           | 0                                                                                       | 0                                                                                       |
| Wissels                | 5                                                                                       | 5                                                                                       |
| Schoten op doel        | 5                                                                                       | 0                                                                                       |
| Schoten naast doel     | 8                                                                                       | 2                                                                                       |
| Overtredingen          | 7                                                                                       | 11                                                                                      |
| Hoekschoppen           | 6                                                                                       | 1                                                                                       |
| Buitenspel             | 2                                                                                       | 1                                                                                       |
| Passnauwkeurigheid (%) | 89                                                                                      | 59                                                                                      |
| Balbezit (%)           | 75                                                                                      | 25                                                                                      |

| Spanje | 0 – 0           | Zweden |
| | goals (assists) | |
| Luis Enrique | bondscoach      | Janne Andersson |
| Unai Simón Marcos Llorente Aymeric Laporte Pau Torres Jordi Alba Koke 87' Rodri 66' Pedri Ferran Torres 74' Álvaro Morata 66' Dani Olmo 74' | opstellingen    | Robin Olsen 75' Mikael Lustig Victor Lindelöf Marcus Danielson Ludwig Augustinsson Sebastian Larsson 84' Kristoffer Olsson Albin Ekdal 84' Emil Forsberg 69' Marcus Berg 69' Alexander Isak |
| Thiago Alcántara 66' Pablo Sarabia 66' Mikel Oyarzabal 74' Gerard Moreno 74' Fabián Ruiz 87'                                                | wissels         | 69' Robin Quaison 69' Viktor Claesson 75' Emil Krafth 84' Jens Cajuste 84' Pierre Bengtsson                                                                                                 |
| | gele kaarten    | Mikael Lustig 55' |
| | rode kaarten    | |